# Campodesmidae
Campodesmidae é uma família de milípedes pertencente à ordem Polydesmida.
Géneros:
- Afrodesmus Schubart, 1955
- Campodesmoides VandenSpiegel, Golovatch e Nzoko Fiemapong, 2015
- Campodesmus Cook, 1896
- Tropidesmus Cook, 1896